# Grandview Plaza, Kansas
Grandview Plaza là một thành phố thuộc quận Geary, tiểu bang Kansas, Hoa Kỳ. Năm 2010, dân số của xã này là 1560 người.

## Dân số
Dân số các năm:
- Năm 2000: 1184 người
- Năm 2010: 1560 người